# Покривник чорногорлий
Покривни́к чорногорлий (Myrmophylax atrothorax) — вид горобцеподібних птахів родини сорокушових (Thamnophilidae). Мешкає в Амазонії і на Гвіанському нагір'ї. Раніше цей вид відносили до роду Покривник (Myrmeciza), однак за результатами молекулярно-генетичного дослідження, яке показало поліфілітичність цього роду, його було переведено до відносленого монотипового роду Myrmophylax.

## Опис
Довжина птаха становить 13-14 см, вага 14-18 г. У самців верхня частина тіла темно-коричнева, на спині малопомітна біла пляма, на покривних перах крил білі плямки, хвіст чорнуватий. Горло і груди сірі, обличчя, шия з боків і живіт сірі. На північному заході Амазонії самці мають переважно чорнувате забарвлення, за винятком білих плям на спині і крилах. У самиць верхня частина тіла коричнева, хвіст чорнуватий, на спині у них такі ж плями, як у самців, однак плямки на крилах охристі. Горло білувате, груди рудувато-оранжеві, боки оливково-коричневі.

## Підвиди
Виділяють п'ять підвидів:
- M. a. metae (Meyer de Schauensee, 1947) — центральна Колумбія (Мета, захід Ґуав'яре);
- M. a. atrothorax (Boddaert, 1783) — південна Венесуела (південь Болівару, Амасонас), крайній схід Колумбії (Ґуайнія, Ваупес), Гвіана і північ Бразильської Амазонії (від Ріу-Негру на схід до Амапи);
- M. a. tenebrosa (Zimmer, JT, 1932) — схід Еквадору (Напо, Пастаса), північний схід Перу (Лорето) і північний захід Венесуели (на північ від Амазонки, на схід до сереньої течії Ріу-Негру);
- M. a. maynana (Taczanowski, 1882) — північ центрального Перу (на південь від Мараньйона, в Лорето на захід від Уайяґи);
- M. a. melanura (Ménétriés, 1835) — схід Перу (на схід від Уайяґи), південь Бразильської Амазонії (на південь від Амазонки), північ і центр Болівії.

## Поширення і екологія
Чорногорлі покривники мешкають в Колумбії, Еквадорі, Перу, Болівії, Бразилії, Венесуелі, Гаяні, Суринамі, Французькій Гвіані. Вони живуть в підліску вологих і заболочених тропічних лісів, на узліссях і галявинах, в густих заростях на берегах річок. Зустрічаються парами, на висоті до 1200 м над рівнем моря. Живляться комахами, павуками та іншими безхребетними.